# Burford
Burford este un oraș în comitatul Oxfordshire, regiunea South East, Anglia. Orașul aparține districtului West Oxfordshire. 